# Warenwet
De Warenwet is een in 1935 ingevoerde Nederlandse warenwet, die de Warenwet van 1919 verving. Het is een raamwet waaraan een groot aantal uitvoeringsbesluiten zijn opgehangen. Veel warenwetbesluiten geven inmiddels uitvoering aan richtlijnen en verordeningen vanuit de Europese Unie, zoals:
- Warenwetbesluit additieven, aroma’s en enzymen in levensmiddelen
- Warenwetbesluit attractie- en speeltoestellen 2023
- Warenwetbesluit Bereiding en behandeling van levensmiddelen
- Warenwetbesluit Cacao en chocolade
- Warenwetbesluit Eiwitproducten
- Warenwetbesluit Etikettering van levensmiddelen (vervallen per 13 december 2014)
- Warenwetbesluit Gereserveerde aanduidingen
- Warenwetbesluit hoeveelheden voorverpakkingen (met ingang van 1 januari 2015)
- Warenwetbesluit honing
- Warenwetbesluit hygiëne van levensmiddelen
- Warenwetbesluit informatie levensmiddelen (met ingang van 13 december 2014)
- Warenwetbesluit Koffie- en cichorei-extracten
- Warenwetbesluit Kruidenpreparaten[2]
- Warenwetbesluit Meel en brood
- Warenwetbesluit Specerijen en kruiden
- Warenwetbesluit suikers
- Warenwetbesluit tatoeëren en piercen
- Warenwetbesluit Vlees, gehakt en vleesproducten
- Warenwetbesluit Vruchtensappen
- Warenwetbesluit Zuivel
- Hoeveelheidsaanduidingenbesluit (ingetrokken per 1 januari 2015)
- Warenwetregeling Vrijstelling vitaminepreparaten
- Besluit etikettering energieverbruik energiegerelateerde producten